# 브리애나 브라운
브리아나 브라운(Brianna Brown, 영어 발음: /briːˈɑːnə/, 1979년 10월 2일 ~ )은 미국의 배우이다.

## 출연 작품
- 키스 미, 킬 미 (2015)
- 스크류드 (2013)
- 더 로스트 트리브 (2009)
- 사고친 후에 (2007)
- 팀버 폴스 (2007)
- 샤크 (2006)
- 살아있는 시체들의 밤 3D (2006)
- 첫 남자, 첫 경험: 아담과 이브 (2005)
- 낯선 여인과의 하루 (2005)
- 40살까지 못해본 남자 (2005)
- 호미사이드 (2003)
- 애니멀 (2001)

### 텔레비전
- 안투라지 시즌1 (2004)